# کونستانتین لوپوشانسکی
کونستانتین لوپوشانسکی (روسی: Константин Сергеевич Лопушанский؛ زادهٔ ۱۲ ژوئن ۱۹۴۷) کارگردان فیلم اهل روسیه است.
وی همچنین برندهٔ جوایزی همچون جایزه دولتی برادران واسیلیف و هنرمند مردمی روسیه شده‌است.

## فیلم‌شناسی
- نقش
- سمفونی روسی
- بازدید از یک موزه
- نامه‌های مرد مرده